# Kontinualno livenje
Kontinualno livenje, takođe zvano livenje u pramenovima, je proces u kome se rastopljeni metal učvršćuje u „poluproizvedenu” gredicu, odlivak ili ploču za naknadno valjanje u postrojenjima za završnu obradu. Pre uvođenja kontinuiranog livenja tokom 1950-ih, čelik se sipao u stacionarne kalupe da bi se formirali ingoti. Od tada, „kontinuirano livenje“ je evoluiralo kako bi se postigao poboljšani prinos, kvalitet, produktivnost i ekonomičnost. Ono omogućava jeftiniju proizvodnju metalnih profila sa boljim kvalitetom, zbog inherentno nižih troškova kontinuirane, standardizovane proizvodnje proizvoda, kao i obezbeđivanje povećane kontrole nad procesom kroz automatizaciju. Ovaj proces se najčešće koristi za livenje čelika (u smislu tonaže livenja). Aluminijum i bakar se takođe kontinuirano liju.
Ser Henri Besemer je izumitelj čuvenog Besemerovog pretvarača iz 17. veka, čiju su moguću upotrebu od strane Japanaca detalno opisali evropski putnici. On je dobio patent 1857. za livenje metala između dva suprotno rotirajuća valjka. Osnovni nacrt ovog sistema je nedavno implementiran pri livenju čelične trake.

## Literatura
- Oman Aluminium Rolling Company: Capturing Growth Trends for Aluminum and Transforming Oman, Andrea Svendsen Company:  Light Metal Age Issue: 70  (6):.
- Modern Advances in Producing Building Sheet Products from Twin Roll Cast Aluminum, Light Metal Age, April 2008
- Dr. –Ing. Catrin Kammer, Goslar, Continuous casting of aluminium, pp. 16–17, 1999, European Aluminium Association
- Matthew J. King, Kathryn C. Sole, William G. I. Davenport, Extractive Metallurgy of Copper, pp. 166, 239, 256-247, 404-408, Copyright 2011 Elsevier Science, Ltd.
- Mechanical Engineer's Reference Book (12th изд.). 1998.. Edited by E.H. Smith. Published by Elsevier, Amsterdam,
- T Frederick Walters, (2001). Fundamentals of Manufacturing for Engineers.. Taylor & Francis, London,
- Section sizes from the Bluescope Steel website and from the AISI's website on „continuous casting”. Архивирано из оригинала 12. 03. 2007. г. Приступљено 30. 07. 2024.
- Thin slab casting and rolling, Ispatguru website

## Spoljašnje veze
- „Continuous Casting of Steel: Basic Principles”. Архивирано из оригинала 23. 03. 2012. г. Приступљено 30. 07. 2024.
- „Continuous casting section at steeluniversity.org, including fully interactive simulation”. Архивирано из оригинала 06. 10. 2006. г. Приступљено 30. 07. 2024.

```
*
Video of the continuous casting process. West Virginia State Archives. Filmed in 1969.
```